# 普里耶多尔行动
普里耶多尔行动是二战期间德国与克罗地亚独立国在普里耶多尔周围进行的联合反叛乱行动，目标为1942年1月下旬至2月中旬在波斯尼亚孤立普里耶多尔驻军的南斯拉夫游击队。

## 行动
这次行动在1942年2月中旬的东南克罗地亚行动结束后开始展开，由德军第718步兵师领导的第750步兵团和克罗地亚独立国（NDH）的若干加强部队（包括克罗地亚国内的许多营级部队）执行。
德国人从杜比察向南推进到普里耶多，但德国驻军营和德-克联合部队遭周围地区铁路线的南斯拉夫游击队攻击且被孤立。联合部队编制包括四个步兵营、一个宪兵营和炮兵支援营，以及29个不同类型的连。这支部队随即被部署以保卫道路，并在行动区域周围设置警戒线。最终行动目标完成，德国驻军也得以解救。

## 参阅
- 七次反南斯拉夫遊擊隊攻勢
- 第二次世界大战抵抗运动